# Bombardements de Cassel
 (novembre 2023).
Les bombardements de Cassel, sont un ensemble d'attaques stratégiques alliées qui ont lieu de février 1942 à mars 1945, durant la Seconde Guerre mondiale. Lors d'un seul raid, le plus meurtrier, les 22 et 23 octobre 1943, 150 000 habitations sont bombardées[réf. nécessaire] et au moins 10 000 personnes meurent[réf. nécessaire], la grande majorité du centre-ville est détruite et le feu du raid aérien le plus grave brûle pendant sept jours. La première armée américaine libère Cassel lors de la bataille du même nom le 3 avril 1945. Il ne reste alors que 50 000 habitants dans la ville contre 236 000 en 1939 [réf. nécessaire].

## Cibles

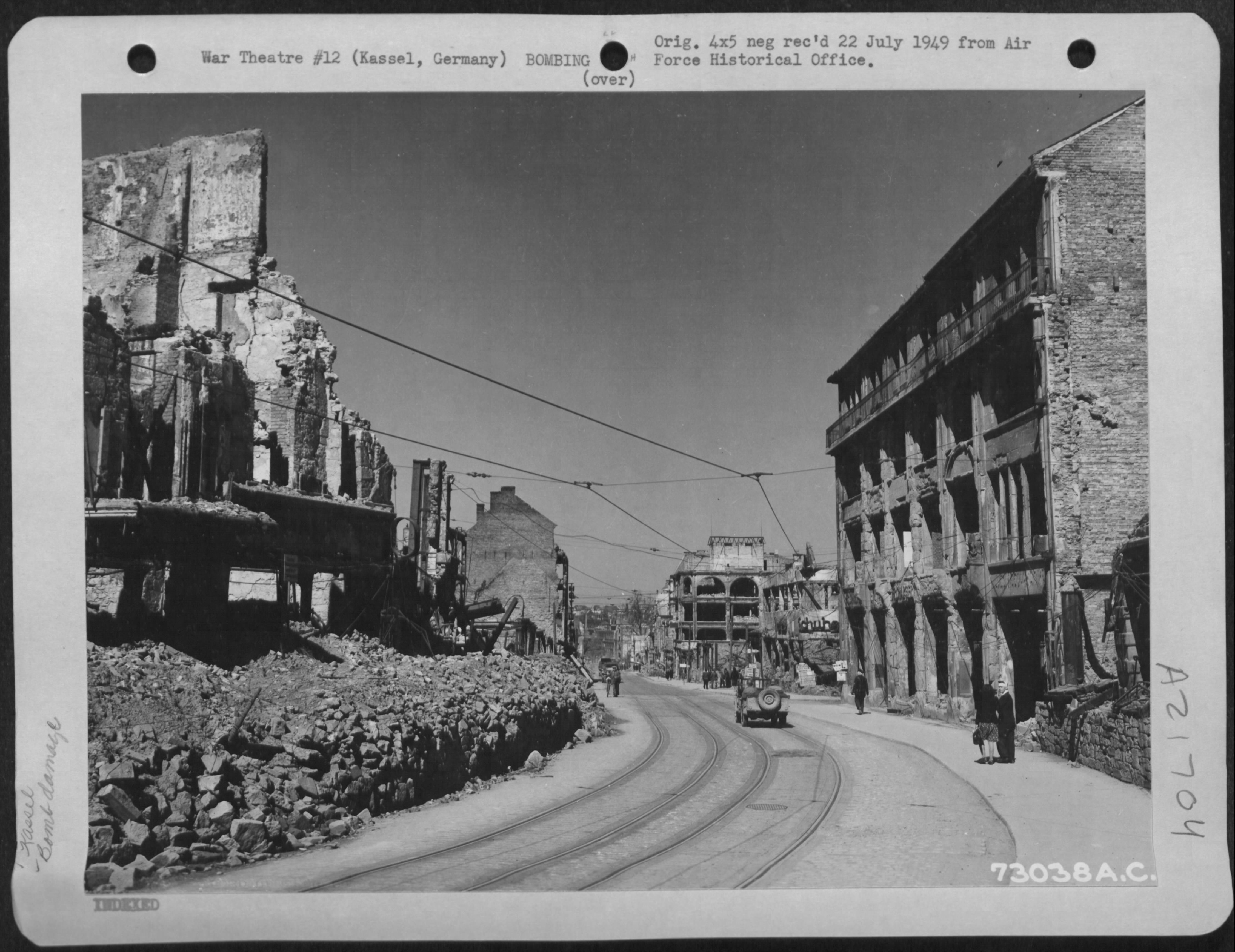
Bâtiments endommagés après le bombardement de Cassel.

À l'époque, en plus d'être la capitale des provinces de Hesse-Nassau et Kurhessen, Cassel représente un ensemble important d’objectifs  stratégiques :
- usine d'avions Fieseler ;
- usine  Henschel & Sohn de fabrication de chars lourds Tiger I et Königstiger ;
- usine de locomotives Henschel & Sohn ;
- usine de moteurs ;
- usine de transport automobile[Quoi ?] ;
- QG militaires à Wehrkreis IX et Bereich Hauptsitz Kassel ;
- nœud  autoroutier et ferroviaire ;
- cour suprême régionale.

## Raids de bombardement
| Date                 | Cible                                      | Avions                         | Dégâts |
| -------------------- | ------------------------------------------ | ------------------------------ | --- |
| 17/18 février 1942   | Emden, Hambourg, Cassel et Aix-la-Chapelle | 10 Wellingtons and 3 Stirlings | |
| 27/28 août 1942      | Usine Henschel                             | 306 avions                     | 144 bâtiments détruits et 317 endommagés, 43 morts et 251 blessés                                                     |
| 8/9 septembre 1941   |                                            | Environ 100 avions             | Destruction de la gare, du Fridericianum, de la Bibliothèque publique (contenant 350 000 livres)                      |
| 2/3 octobre 1943     | Centre-ville de Cassel                     |                                | Ihringshausen and Bettenhausen sont bombardées et détruites par erreur                                                |
| 3/4 octobre 1943     | Partie sud-ouest de Cassel et périphérie   | 547 avions                     | |
| 22/23 octobre 1943   | Centre-ville de Cassel                     | 569 avions                     | Incendie important, 80 % des maisons sont détruites, 10 000 morts                                                     |
| 18/19 mars 1944      |                                            | 11 Mosquitos                   | 11 Mosquitos dans un raid de diversion.                                                                               |
| 30/31 mars 1944      | Aix-la-Chapelle, Cologne et Cassel         | 34 Mosquitos                   | 34 Mosquitos dans un raid de diversion frappant Cassel mais également Aix-La-Chapelle et Cologne.                     |
| 27/28 septembre 1944 |                                            | 46 Mosquitos                   | 46 Mosquitos dans un raid de diversion.                                                                               |
| 28 septembre 1944    | Usine Henschel                             | 243 B-24                       | Bombardement de l'usine de transport motorisé de Kassel/Hensche (mission 652).                                        |
| 3/4 octobre 1944     |                                            | 43 Mosquitos                   | |
| 15/16 octobre 1944   |                                            | 2 Mosquitos                    | 2 Mosquitos dans un raid de diversion.                                                                                |
| 9/10 novembre 1944   |                                            | 3 Mosquitos                    | |
| 27/28 décembre 1944  |                                            | 7 Mosquitos                    | |
| 6/7 janvier 1945     |                                            | 20 Mosquitos                   | |
| 18/19 janvier 1945   |                                            | 12 Mosquitos                   | |
| 21/22 janvier 1945   |                                            | 76 Mosquitos                   | |
| 2/3 mars 1945        |                                            | 67 Mosquitos                   | Mission d'entrainement comprenant 67 Mosquitos.                                                                       |
| 8/9 mars 1945        |                                            |                                | 176 aéronefs prennent place dans cet assaut aérien, l'un des plus lourds effectués par la Royal Air Force sur Cassel. |
| 18/19 mars 1945      |                                            | 24 Mosquitos                   | |
| 20/21 mars 1945      |                                            | 16 Mosquitos                   | 16 Mosquitos dans un raid de diversion.                                                                               |